# Gerald Fitzmaurice
Gerald Gray Fitzmaurice (Storrington, 24 oktober 1901 - Londen, 7 september 1982) was een Brits rechtsgeleerde en diplomaat. De eerste decennia van zijn loopbaan was hij juridisch adviseur bij het Ministerie van Buitenlandse Zaken. Daarna was hij onder meer rechter voor het Internationaal Gerechtshof en het Europees Hof voor de Rechten van de Mens.

## Levensloop
Fitzmaurice was een zoon van viceadmiraal Sir Maurice Fitzmaurice. Hij studeerde rechten aan het Malvern College in Worcestershire en het Gonville and Caius College dat een onderdeel is van de Universiteit van Cambridge. In 1925 werd hij toegelaten tot de Britse advocatenkamer Gray's Inn. Enkele decennia later, in 1961, kreeg hij hier het erelidmaatschap van Master of the Bench.
Na zijn studietijd werkte hij aanvankelijk als barrister (advocaat), totdat hij in 1929 juridisch adviseur werd bij het Ministerie van Buitenlandse Zaken. Tijdens de Tweede Wereldoorlog had hij van 1939 tot 1943 dezelfde functie voor het Ministerie van Economische Krijgsvoering. Daarna keerde hij naar zijn oude ministerie terug en werd daar vanaf 1945 plaatsvervangend leidinggevende en van 1953 tot 1960 leidinggevende van de juridische afdeling.
Voor het ministerie nam hij deel aan belangrijke conferenties. Zo was hij in 1945 lid van de Britse delegatie bij de Conferentie van San Francisco, waar het Handvest van de Verenigde Naties ondertekend werd. Ook werkte hij voor zijn land mee aan de uitwerking van de statuten van het Internationaal Gerechtshof. Verder nam hij bijvoorbeeld deel aan de delegatie voor de Vredesconferentie van Parijs in 1946 en de Japanse Vredesconferentie in San Francisco. Hij vertegenwoordigde zijn land meerdere malen tijdens Algemene Vergaderingen van de Verenigde Naties en was plaatsvervangend leider van de delegatie van zijn land tijdens de Geneefse Zeerechtenconferenties van 1958 en 1960.
Fitzmaurice trad in 1948 toe tot het Institut de Droit International en was van 1967 tot 1969 voorzitter van dit instituut. Sinds 1974 was hij erelid van de American Society of International Law. In 1954 werd hij tot Ridder geslagen. In 1957 werd hij benoemd tot advocaat van de kroon en werd meerdere malen ingezet als juridisch adviseur voor het Verenigd Koninkrijk voor het Internationaal Gerechtshof.
In 1955 nam Fitzmaurice tot 1962 de plaats over van zijn landgenoot Hersch Lauterpacht in de Commissie voor Internationaal Recht van de Verenigde Naties. Na de dood van Lauterpacht werd hij diens opvolger tot 1973 als rechter van het Internationaal Gerechtshof in Den Haag. Daarnaast was hij van 1971 tot 1977 lid van het Arbitragehof in het conflict om het Beaglekanaal. Van 1975 tot 1980 was hij rechter voor het Europees Hof voor de Rechten van de Mens in Straatsburg.
Hierna was hij nog verschillende malen betrokken als adviseur en bemiddelaar in internationale geschillen. Ondanks dat hij tijdens zijn leven geen academische positie bekleed heeft, doceerde hij in 1948, 1957 en 1973 aan de Haagsche Academie voor Internationaal Recht en gaf hij lezingen aan de London School of Economics en het King's College London. Hij werd onderscheiden met eredoctoraten van de universiteiten van Edinburgh (1970), Cambridge (1972) en Utrecht (1976).

## Werk (selectie)
- 1950: The Law and Procedure of the International Court of Justice: General Principles and Substantive Law, Oxford
- 1965-1967: A British Digest of International Law: Compiled Principally from the Archives of the Foreign Office, Londen